# 1263 Varsavia
1263 Varsavia è un asteroide della fascia principale del diametro medio di circa 49,29 km. Scoperto nel 1933, presenta un'orbita caratterizzata da un semiasse maggiore pari a 2,6651919 UA e da un'eccentricità di 0,1896092, inclinata di 29,23005° rispetto all'eclittica.
Fa parte della famiglia di asteroidi Brucato.
Il suo nome è un omaggio alla città di Varsavia, la capitale della Polonia.